# Chittrovanu Mazumdar
Pour les articles homonymes, voir Mazumdar.
Chittrovanu Mazumdar, né le 13 octobre 1956 à Paris, est un artiste de Calcutta qui fait partie du monde artistique contemporain indien depuis 1985. 
Une série d'expositions solo de tableaux de grande taille à Calcutta, Delhi et Bombay, entre le milieu des années 1980 et la fin des années 1990, a établi sa réputation pour l'innovation. Son éducation multiculturelle dans une famille d'artistes et d'écrivains à Kolkata et Paris, et son propre tempérament toujours en quête de quelque chose l'ont conduit à développer un vocabulaire et une grammaire de l'art qui puisent à une grande variété de sources et influences esthétiques, littéraires et socioculturelles.
Ayant débuté en tant que peintre, Mazumdar a depuis exploré une vaste variété de véhicules et de technologies dans son œuvre. Son art amalgame les acquis de son éducation multiculturelle à Kolkata et à Paris et des lectures éclectiques dans les trois langues – français, anglais et bengali -. Son art est caractérisé par des changements majeurs de style et de forme, de la peinture jusqu'à des environnements multimédia et de la sculpture du son.  Ses peintures sont exposées à la Galerie d'Art Moderne de New Delhi et dans de nombreuses collections privées en Inde et à l'étranger.

## Biographie

### Enfance et éducation
Né à Paris en 1956 d'un père indien, Nirode Mazumdar, l'un des plus respectés peintres d'avant-garde de son époque, et d'une mère française, Marguerite, Chittrovanu Mazumdar a grandi en ayant accès à deux cultures différentes. En 1981 il a terminé ses études au Collège des Beaux-Arts et de l'Artisanat de Kolkata où il reçut la médaille d'or. Mais son éducation artistique avait commencé beaucoup plus tôt, à la maison, où son père, Nirode Mazumdar, l'avait introduit à un monde de débats culturels et de discussions intellectuelles. 
Johnny Ml décrit ainsi la jeunesse de Mazumdar : « Ses tendances artistiques ont été formées dans le contexte conventionnel  de l'Académie ; mais il puise aussi dans son enfance passée en partie dans la campagne hors de Kolkata. Il a fait son apprentissage de la grande tradition de la peinture européenne ; mais il a également travaillé sur ce modernisme achevé de façon ingénieuse à Santiniketan et aussi au sein du Calcutta Group, duquel son père était membre fondateur. Cet héritage a été assimilé. Mazumdar a suivi sa propre trajectoire ; entre les années 1980 et 1990 il a fait une recherche sur  la logique d'une figuration vulnérable aux déprédations de l'abstraction et  sur les prétentions des formes en expansion tels que les assemblages. Il a aussi travaillé hors du studio  en collaborant à la création de décors de théâtre et en participant à des essais expérimentaux dans la publication ».

### Œuvre
Sa première exposition solo s'est tenue en 1985 à l'Académie des Beaux Arts de Kolkata, mise sur pied par Seagull Foundation for the Arts qui a ensuite présenté une douzaine d'expositions solo à travers le pays pendant une décennie et demie. Les grands évènements qui jalonnent  son œuvre sont  ses toiles géantes conçues pour les voûtes historiques de la salle Durbar, au Victoria Memorial de Kolkata, des toiles qui ont fait usage de goudron industriel versé sur du métal et d'impressions digitales, et plus récemment des installations qui ont recours à des projections, à des sons répétitifs, et de grandes tours métalliques où sont enchâssées des impressions digitales. Récemment en 2012, la dernière exposition solo de Mazumdar …and undated : Nightskin a eu lieu à Kolkata et a reçu d'excellents commentaires des critiques comme des visiteurs.
Chittrovanu Mazumdar utilise une variété de matériaux pour produire ses œuvres – du bois, de la cire, du goudron, de l'or, des images digitales, du fer, des sons, de la lumière. Cette abondance de matériaux et la diversité des méthodes employées font que son œuvre est unique et parfois difficile à classer. Mazumdar lui-même dit de son œuvre, « Je n'ai pas un mot spécifique pour décrire mes œuvres »[réf. nécessaire]. Il y a des tableaux, des sculptures, des installations avec son et lumière. Chaque œuvre a tendance à passer à un nouveau domaine, obligeant le spectateur à constamment changer de position. C'est je pense ce qui rend les œuvres plus intéressantes plutôt que de les catégoriser en un seul genre.
« Sa toute première exposition, Sans Titre, a renoncé à des noms pour ses tableaux. Jusqu'à ce jour, il ne donne aucun titre à ses œuvres, quoiqu'il puisse changer cela. L'effet est la libération de l'œuvre de toute interprétation  fixée  ou imposée par l'artiste. Non seulement le spectateur peut lire l'œuvre de n'importe quelle façon qu'il souhaite, souvent inventant ses propres noms pour pouvoir se référer à une œuvre favorite, mais  la surface entière devient la surface d'attraction plutôt que le seul point ou objet qu'un titre pourrait faire ressortir. Ceci a reflété la préoccupation du début avec les valeurs formelles. Ceci est aussi lié à un autre trait distinctif de l'œuvre de Chittrovanu- l'absence de narration. Ses tableaux ne racontaient pas une histoire. À la place, il y avait des images fortes, évocatrices   qui cristallisaient des couches de significations et d'associations. Au cours des années, son travail est devenu de plus en plus spontané, instantané, se balançant sur la corde raide entre représentation et abstraction. Il repoussait constamment les limites des normes esthétiques reçues –la " bonne" approche pour la composition ou le travail des couleurs. Énormes toiles, gestes audacieux, devinrent son empreinte. Il prenait plus de risques avec l'équilibre structural, augmentant la confrontation entre couleurs et lignes, fragmentant les formes et les configurations au bord de l'abstraction. L'œuvre exsudait une certaine violence, une énergie rapide et chargée qui attaquait les toiles en leur donnant un dynamisme chauffé à blanc »[réf. nécessaire].
« L'essence de l'art de Chittrovanu Mazumdar réside autant dans son interprétation par un spectateur individuel que dans sa propre vision unique, alors qu'il essaie de capturer ces ombres, permettant au spectateur  de jouer un rôle clé dans le déchiffrage de leur signification. Il emploie plusieurs outils et véhicules à cette fin. Sa versatilité est évidente dans son habilité à exécuter tout, du travail du métal jusqu'à la composition de sa propre musique.  La fluidité entre les différents véhicules est la marque de sa pratique qui mêle sans délimitation la vidéo, la musique, les effets digitaux avec les couleurs et la texture afin de faire ressortir sa touche adroite, tout en créant un tout composite », a écrit The Art Trust.
Chittrovanu Mazumdar emploie efficacement une variété de techniques différentes pour produire sa propre forme artistique. Les critiques ont  maintes fois constaté qu'il utilise les moyens audio-visuels pour mettre en valeur son œuvre. « On ne peut toutefois nier le plaisir que cela procure. Plus que tout autre chose, un spectateur  en face d'une œuvre de Chittrovanu Mazumdar réagit à la sensation de plaisir- un pur plaisir sensuel – qui se manifeste dans ses œuvres. Quelque chose en relation avec le caractère tactile, la matérialité de l'œuvre peut-être? Par son jeu de textures, de contrastes, par son impact dramatique ? Une réponse au fait que l'acte en lui-même est la plus fascinante des choses ? – l'acte dans ce cas incluant le procédé complexe de pensée et de conception, de construction jusqu'à l'œuvre achevée ? » écrit Anjum  Katyal dans No Safe Options : The Changing Art of Chittrovanu Mazumdar. Elle écrit encore « L'exposition la plus récente de Chittrovanu comporte des formes tridimensionnelles, des sons enregistrés et du goudron versé. Matériaux esthétiques assez surprenants, il est devenu fasciné par les possibilités visuelles du goudron un jour alors qu'il regardait des travaux de réparation de routes. S'ensuivirent des mois d'expérimentation avec la température et la consistance jusqu'à ce qu'il obtienne les effets qu'il voulait – versé sur des planches posées à plat, sur de grands piliers métalliques ressemblant à des tours, le résultat était une époustouflante masse intense et épaisse de noir, si intense qu'il avalait la lumière, riche, brillant avec des  dentelles très ornées sur sa surface, aussi délicat que la rosée ou les larmes, et des étoiles chatoyantes et scintillantes  alors que la lumière passe sur la noirceur. La pure matérialité et l'impact sensuel de l'œuvre est irrésistible. Juxtaposé en un contraste intrigant à la réalité de ce matériau se trouve juste son opposé : fragments de photographies, représentations de textures et de motifs. La cohérence de ces éléments disparates est si inattendue que cela exige de l'attention, une façon de voir nouvelle, qui transforme l'acte de regarder en une expérience active, voire interactive ».
Muhammad Yusuf fait ses observations sur la technique distinctive de l'artiste : « Mazumdar est un artiste de terrain. Il aime travailler avec des circuits, des ampoules électriques, des fils, du plomb et du fer. En cela il est prolétarien de par son approche. Bien que son espace d'exposition  soit essentiellement dans l'obscurité, il est aussi illuminé par la lumière. Il explique aussi cela comme un ouvrier… La technologie qu'il utilise est d'origine européenne. Mais son sujet, tout du moins à Dubaï, est très influencé par l'Orient. Il utilise des haut-parleurs suspendus, des bandes sonores, du cuivre et des ampoules électriques, par exemple, pour créer une œuvre qui rappelle Diwali, le Festival indien des Lumières. Et aussi les textes à demi formés, effacés sont une litanie qui pourrait être n'importe quoi entre un chant bouddhiste et une prière dans un monastère européen ».

## Réaction de la critique
Le Business Standard l'appelle « L'un des plus grands artistes de sa génération » et l'on raconte[Qui ?] que le célèbre peintre M.F. Hussain a dit qu'il considérait Mazumdar comme le premier des artistes après lui. « A la base de ses nombreux changements de véhicules, de  forme et de style au cours des années se trouve  une intensité sensuelle qui dépasse l'ingéniosité et la rapidité  pour analyser les couches profondes de l'expérience humaine dans toute son universalité tragi-comique –archétype, mythe, mémoire, désir, trahison, désir ardent, extasie, douleur »[réf. nécessaire].
La critique culturelle, Gayatri Chakravorty Spivak, écrit sur l'exposition de Chittrovanu Mazumdar en 2009 à Dubai, « Undated Nightskin : Ainsi Chittrovanu Mazumdar est totalement une tradition radicale et encore plus radical avec cette tradition, travaillant avec des objets, des peintures, des images. Il protège la trace loin de la promesse du signe. Ce n'est pas tout à fait de l'art conceptuel ». Elle écrit plus loin « Disons que la culture ce sont les villes, les personnes – et la nature ce sont les fleurs, les feuilles et l'eau. Moi, forgeuse de mots, je peux seulement mimer un non-accès à un système de signes et, malgré moi je peux le faire apparaître comme un échec. C'est cela le pouvoir qu'a Chittrovanu de forger ce que l'on voit, en un sens, sa para-conceptualité, son intuition  contre-intuitive ; c'est ce qui, dans son œuvre,  parvient à une apparente cohérence même si le système de rhétorique et de signes conceptuels y perd de façon évidente »[réf. nécessaire].
La critique d'art et conservatrice Gayatri Sinha offre une interprétation de son œuvre dans Three Narratives of Displacement. « Chittrovanu  parvient à un état déterminé de par son usage énergétique de la peinture et à travers l'acte vigoureux de peindre qui contient de façon évidente des gestes de violence, de rapidité, de délibération et d'excès. Toutefois l'échange essentiel est dans la palette. Le rouge, le blanc, l'or et le noir forment le champ de couleurs dominantes, dans lequel  les coups de pinceau épais et turgides reconfigurent. Ce sont les couleurs primitives de l'énergie, du désir et de la durabilité, de l'être à l'état pur et du vouloir à l'état pur. Dans ses peintures Chittrovanu utilisent des couleurs qui ont une signification multi-culturelle. Dans la foi catholique c'est cette combinaison de couleurs qui annonce la passion, le sacrifice du sang, le martyre et l'autorité. Dans l'ordre liturgique le rouge signifie l'autorité, le noir papal le deuil, le blanc est la couleur reconnue comme signifiant lumière et pureté et l'or est la couleur de la joie… L'intérêt de Chittrovanu n'est pas postcolonial, c'est plutôt un intérêt pour une hybridité culturelle et la recherche d'une voix authentique. La position à laquelle il parvient n'est en aucun cas prévisible Comme l'a décrit Homi Bhabha, l'hybridité subvertit les récits de la puissance coloniale et des cultures dominantes. Dans le cas de Chittrovanu le sous-ensemble de valeurs héréditaires est compliqué.  La lignée patriarcale à travers son père artiste le conduit à une réalisation du féminin puissant et de l'état apparemment « passif » de l'art, tandis que sa mère, représente le principe le plus actif, puisqu'elle est étrangère mais non coloniale. Dans ce contexte Chittrovanu  subvertit notre attente de l'artiste en tant que conscience postcoloniale ».
Dans Secrecy and Evidence : Reflections on Chittrovanu Mazumdar's Recent Works, Ranjit Hoskote écrit, « Les installations de Mazumdar remplissent le visiteur d'une excitation visuelle et conceptuelle – une extension des sens exaltée, voire épiphanique, d'un genre rarement ressenti de nos jours dans les expositions d'art contemporain. En sacrifiant la profondeur conceptuelle au profit de la flamboyance de la surface, en mélangeant le truisme avec l'idée, en prenant la mode pour du progrès formel, beaucoup de jeunes artistes indiens se sont perdus dans le labyrinthe où chaque bifurcation mène à aucune découverte ou bien à  un chemin sans issue. À l'opposé, Mazumdar n'a jamais perdu de vue la connexion vitale entre réflexion et pratique, expression de soi et critique de soi ; il attache plus d'importance à l'hésitation, à la rupture créatrice de sa propre certitude, qu'à la vitesse imprudente d'une production où rien ne s'est interposé ».
L'impact de Mazumdar sur le monde de l'art et sur ses contemporains a été d'une grande portée. « Chittrovanu n'est pas un producteur conscient de narration. Toutefois un bref coup d'œil sur son œuvre nous prouve que Chittrovanu est un technicien par excellence… L'on ne peut pas regarder ses œuvres d'une façon désinvolte. Chaque regard, chaque observation  exige un effort conscient. Chittrovanu exige cela du spectateur non seulement en ajoutant des couches à ses surfaces créatives mais aussi en créant des grilles fragmentées mais rythmiques. L'observation est interrompue par ces grilles et dans ces interruptions l'on est obligé de chercher ce qui est perdu » écrit Johny Ml en donnant ses impressions sur New Work (2004)[réf. nécessaire].
« Les œuvres de Chittrovanu Mazumdar sont des textes cachés. En écho aux vagues de nouvelles théories (à la Roland Barthes) il change la signification entre œuvre et texte. Dans ses œuvres l'on trouve également un courant profond du fluide et des cultures enchantées, qu'il  effleure  pour aller plus loin. Ces rencontres l'aident à négocier la corde sensible d'un sens du temps différencié et à adresser la question complexe de l'appartenance dans une mutation subjective subtile… En transformant des faits visuels et matériels en métaphores de l'expérience, Chittrovanu explore les aspects d'un imaginaire mouvant, à travers un arrangement non-linéaire de fragments du passé et du présent » écrit Anshuman Gupta dans Carcass of Time :Night Skin – undated[réf. incomplète].
En février 2012, l'exposition solo de Chittrovanu Mazumdar … and undated : Nightskin a été exposée dans son studio de Calcutta à Ho Chi Minh Sarani, au Harrington Street Arts Centre. C'était une extension de la même exposition qui s'était tenu auparavant à la Galerie 1x1 à Dubai en 2009. L'exposition s'étendait sur deux étages et avait des photographies, des installations multimédia, des vidéos, des projections de lumières et de sons.
L'historien et journaliste britannique Lucian Harris, décrit l'exposition, « L'ouvrage commence avec 12 photographies de grande taille qui ont été augmentées digitalement et qui reproduisent un kilomètre carré choisi au Jharkand, dans l'Uttar Pradesh, en Inde du Nord, un terrain rural où les anciennes forces des éléments prospèrent grâce à l'intensité d'une nature rude. Lors de promenades au crépuscule parmi ses buissons épineux et son sol couvert de pierres dans la pénombre d'un soleil qui se meure en dessous de l'horizon déchiqueté d'un paysage blessé où des arbres solitaires jettent des ombres sombres et contorsionnées sur le sol d'argile desséché et plein de cloques, Mazumdar trouve le moment où la vie est comme pétrifiée dans l'anticipation de la nuit,  un rien de temps où l'équilibre entre lumière et obscurité dissout toute substance avant qu'elle ne soit remoulée dans la peau de la nuit. Les forces primitives appelées en ce moment d'alchimie cosmique nous entrainent dans un monde hallucinatoire où notre conscience du jour avec tous ses concepts codifiés de la raison  a peu de prise, évoquant des visions que même les rayons les plus vifs du soleil ne peuvent illuminer. C'est par ce portail que Mazumdar nous conduit dans son voyage étourdissant, délaissant un monde écorché vif par les rayons d'un soleil impitoyable pour les mystères à couches multiples de la nuit et surgissant de nouveau comme un serpent agile et brillant alors qu'il laisse tomber le corset fragile de ses vieilles écailles. » Il écrit aussi sur ce qui le frappe le plus dans l'œuvre de Mazumdar ; La révélation est un thème particulièrement dominant de l'installation de Mazumdar. Des portes à charnières cachent des écrans vidéo encastrés, des photographies et des tableaux, qui s'ouvrent comme des icônes médiévales. À travers toute l'installation y a une invitation à explorer, à toucher,  à pénétrer sous la peau et à peler les couches, le procédé étant tout aussi chargé que ce qui est découvert. Nous sommes bientôt absorbés par les motifs qui nous guident à travers le subconscient de Mazumdar, traçant ses souvenirs  avec une référence à toute une panoplie de sens. L'une des boîtes montre un intérieur capitonné en brocard rouge et or, mi boudoir, mi matrice, dans d'autres boîtes nous regardons au travers de barres des vidéos  de personnes, qui semblent prises au piège. Mazumdar jouent sur les différentes facettes de ce que nous percevons comme réalité. Des fleurs recouvrant une table roulante et à l'intérieur d'une autre semblent vraies mais sont en fait artificielles, alors qu'ailleurs des images digitales de fleurs jettent la confusion encore plus dans nos sens. Au centre de la pièce une caisse fume comme un moteur surchauffé qui pourrait prendre feu à tout moment, mais en inspectant cela de plus près il en ressort que la fumée est de la vapeur. Une autre boîte semble remplie d'huile qui coule par en dessous sur une plaque d'acier, mais ce liquide en apparence visqueux n'est pas ce qu'il semble être »[réf. nécessaire].
Dans une interview au Statesman[réf. souhaitée], Mazumdar a dit que cela lui avait pris près de cinq ans pour terminer …and undated : Nightskin. À travers son exposition solo Mazumdar a soulevé d'importantes questions sur le self, la mémoire, les conventions artistiques et l'importance des artistes. Les critiques et les spectateurs ont senti que l'exposition n'était pas une simple œuvre d'art ; Nightskin était un voyage émotionnellement et physiquement intense dans le labyrinthe du psyché  humain, dans un monde inconnu de possibilités infinies et de surprises, et par-dessus tout une fête pour les sens.
Soumitra Das du journal The Telegraph a dit « …Mazumdar n'a pas pu créer ce dédale de superpositions de sensations optiques et auriculaires simplement en espérant que cela arriverait. C'est évident qu'il a fallu faire une planification méticuleuse, plus de cinq années de travail dit l'artiste. Car c'est une question de suspendre au moins cent encadrements au plafond, d'installer un panneau incrusté de toutes petites clochettes de ghunghru (bracelet de cheville que portent les danseuses) qui commencent à cliqueter ensemble de temps en temps, de monter ces sinistres, grands et noirs « placards » sur roues (donjons de la mémoire ?) perforés de « fenêtres » incrustées de différentes images ambigües, et de s'assurer que les volets d'aération s'ouvrent et se referment de façon à révéler juste ce qu'il faut des vidéos avec une cadence semblable à celle du système respiratoire. Chacune des centaines de photographies digitales que Mazumdar a prises – agrandissements en noir et blanc et impressions minuscules – ont dû être peintes et traitées avec Photoshop individuellement. Cela a aussi exigé de trouver les matériaux parfaitement appropriés pour créer  les « petits glaçons » phosphorescents faits de matériaux tels que l'acier doux et les tubes de néon et de papier recouvert d'acrylique et éclairé par des lumières ultraviolettes… ».
Pranabranjan Ray résume son impression après avoir vu Nightskin : « L'impression est essentiellement celle de crainte respectueuse et d'émerveillement. La crainte est provoquée par la grandeur des constructions et l'émerveillement par la nature ingénieuse mais toutefois non intrusive des constructions. Le langage que Mazumdar construit n'est pas pour la production de signification mais pour l'évocation de sentiments, tant sur le plan physique que psychologique. Ceci fait de Mazumdar un artiste romantique, dans le meilleur sens du terme, bien que son processus de conception  est  en apparence  post moderne. L'expérience de sensations époustouflantes  lors de la visite et les répercussions irrésistibles sur la perception échappent à tout classement ».

## Sélection d'expositions solo
- 2012 : ....and undated: Nightskin, The Harrington Street Arts Centre, Kolkata, 1 x 1 Art Gallery, Dubaï
- 2010 : Ancient Earth, Apparao Galleries, Chennai et 1x1 Art Gallery, Dubaï
- 2009 : Undated: Nightskin, 1x1 Art Gallery, Dubaï
- 2007 : 1x1 Art Gallery, Dubai
- 2006 : Various, Royal Academy of Arts, Londres, Galerie 88, Kolkata
- 2005 : Bodhi Art, New Delhi
- 2004 : Galerie 88, Mumbai
- 2004 : New Work, Seagull Foundation for the Arts, Kolkata
- 1997 : Bose Pacia Modern, New York
- 1997 : Recent Works, Seagull Foundation for the Arts (SFA), Kolkata, Jehangir art Gallery, Mumbai et Sumukha Art Gallery, Bangladesh
- 1997 : Works on Paper, Seagull Foundation for the Arts (SFA), Kolkata
- 1994 : Recent Works, Seagull Foundation for the Arts (SFA), Kolkata, Lalit Kala Akademi, New Delhi, Jehangir Art Gallery, Mumbai et Lalit Kala Academy, Chennai (avec Apparao Art Gallery, Chennai)
- 1991 : Seagull and Victoria Memorial Board of Trustees, Kolkata, Victoria Memorial Durbar Hall and Sukh Sagar, Kolkata
- 1989 : Recent Works, Seagull Foundation, Kolkata, Jehangir Art Gallery, Mumbai
- 1989 Untitled, Seagull Foundation, Kolkata et The Birla Academy, Birla Academy of Art and Culture, Kolkata
- 1985 : Recent Works, Seagull Foundation, Academy of Fine Arts, Kolkata[10]

## Sélection d'expositions collectives
- 2012 : Reconstructing (White) 3, The Loft, Mumbai
- 2012 : Terrestial Bodies, 1 x 1 Art Gallery, Dubai
- 2011 : Love is a 4 Letter Word, Latitude 28, New Delhi
- 2011 : The Intuitive: Logic Revisted, Osians Collection, The World Economic Forum, Davos, Suisse
- 2011 : Art Stage Singapore, 1 x 1 Gallery, Dubai
- 2011 : A Material Difference, Paradox, Singapour
- 2010 : The Evolution of the Species, Institute of Contemporary Indian Art (ICIA), Mumbai
- 2010 : Size Matters or Does it?, Part 1, Latitude 28, New Delhi
- 2010 : Summer Show 2010, Centre of International Modern Art (CIMA), Kolkata
- 2009 : Project at Inda Art Summit, New Delhi, 1 x 1 Art Gallery, Dubai
- 2009 : Video Wednesday, Gallery Espace, New Delhi
- 2009 : Elemente Zeit, 1 x 1 Art Gallery, Dubai et Hause Chelsea, Sylt, Allemagne
- 2009 : Recycled, Bose Pacia, Kolkata
- 2009 : Re-Claim/ Re-Cite/ Re-Cycle, Latitude 28, Travancore Art Gallery, New Delhi ; Bose Pacia, Kolkata
- 2008 : 1x1 Art Gallery at Art Paris, Abu Dhabi
- 2008 : November, 1x1 Contemporary, Al Quoz, Dubai
- 2006 : Altered Realities, Aicon Gallery, Palo Alto
- 2006 : The New Space, 1 x 1 Art Gallery, Dubai
- 2005 : Alchemy, Art Musings, Mumbai
- 2005 : Gallery Sanskriti, Kolkata
- 2005 : Change of Address, The Guild, Mumbai
- 2004 : Sacred Space, RPG, Academy of Art and Jehangir Art Gallery, Mumbai
- 2004 : Metallic, Palette Art Gallery, New Delhi
- 2003 : Generation Next, Saffron Art and Guild Art Gallery, Mumbai
- 2003 : RPG Collection of Contemporary Bengal Art at the National Gallery of Modern Art (NGMA), Mumbai
- 2003 : Of Memories, Dreams, Reveries, Anant Art Gallery, New Delhi
- 2002 : Words and Images, Guild Art Gallery at the National Gallery of Modern Art (NGMA), Mumbai
- 2001 : Saffron Art and Apparao Galleries, Los Angeles
- 2001 : The Human Factor, Guild Art Gallery, Mumbai
- 1998-89 : The Search Within: Art Between Implosion and Explosion, Kloster Pernegg, Geras and Bildunshau St.Virgil, Salzbourg, Autriche
- 1998 : The Search Within: Art Between Implosion and Explosion, National Gallery of Modern Art (NGMA), New Delhi and Mumbai
- 1993 : Trends and Images, Inaugural Exhibition of Centre of International Modern Art (CIMA) Kolkata
- 1993 : Shraddha, rehabilitation for the mentally ill on Indian streets, Mumbai
- 1993 : Wounds, in protest against communal violence, Centre of International Modern Art (CIMA), Kolkata
- 1990 : In celebration of the Calcutta Tercentenary, Birla Academy for Art and Culture, Kolkata
- 1989 : On the theme of Human Rights, by the artists of Bengal, Alliance Française, Kolkata, at the Birla Academy of Art and Culture, Kolkata
- 1988 : Exhibition for the African National Congress on the occasion of Nelson Mandela's 70th birthday, Seagull at Calcutta Information Centre, Kolkata
- 1988 : Calcutta Salon d'Automne
- 1988 : Paris, Salon des artistes français[10]